# Зграда Старог суда у Новом Пазару
43° 08′ 08″ С; 20° 30′ 59″ И / 43.1354329° С; 20.5164782° И
Зграда Старог суда у Новом Пазару је подигнута непосредно после Првог светског рата. Године 1986. проглашена је за непокретно културно добро као споменик културе. Налази се у улици Ослобођења 41 у Новом Пазару. Данас се у овој згради налазе: Школа за основно музичко образовање „Стеван Мокрањац” у приземљу, Историјски архив „Рас” на првом спрату и атељеи ликовних уметника  у поткровљу зграде.

## Изглед зграде
Зграда Старог суда у Новом Пазару представља масивну, спратну грађевину са основом у облику израженог правоугаоника. Налази се на углу, на раскрсници две улице и својим габаритом доминира тесним простором око себе, као и својом европском архитектуром у односу на оријенталну која се још, иако само у траговима, наслућује у околини.
Фасада зграде је обрађена у неокласицистичком стилу, по хоризонтали подељена кордонским венцем на различито обрађено приземље и спрат, а вертикално на три ризалитна поља. У централном делу главне фасаде је улаз, са посебно обрађеним порталом, док су бочни ризалити завршени тимпанонима и декорисани прислоњеним плитким пиластрима и капителима флоралне орнаментике.
Унутрашњост је решена уобичајено, са централним степеништем, пространим ходницима и низом соба, са судницом на спрату. Дворишна фасада има сличну обраду док су бочне измењене каснијом доградњом анекса.
Данас се у приземљу згради налазе просторије музичке школе „Стеван Мокрањац”, на спрату је Историјски архив „Рас”, док су у поткровљу зграде смештени атељеи ликовних уметника.